# Adventure (album)
Adventure – drugi album zespołu Television wydany w kwietniu 1978 r. przez wytwórnię Elektra Records. Materiał nagrywano w okresie od września do listopada 1977 r. w nowojorskich studiach: "Soundmixers" i "Record Plant". Reedycja CD dokonana w 2003 r. przez wytwórnię Rhino Records zawiera dodatkowo 3 utwory.

## Lista utworów

### wersja LP 1978
strona A
| 1. | "Glory" (T. Verlaine)          | 3:11  |
|    |                                |       |
| 2. | "Days" (R. Lloyd, T. Verlaine) | 3:14  |
|    |                                |       |
| 3. | "Foxhole" (T. Verlaine)        | 4:48  |
|    |                                |       |
| 4. | "Careful" (T. Verlaine)        | 3:18  |
|    |                                |       |
| 5. | "Carried Away" (T. Verlaine)   | 5:14  |
|    |                                |       |
|    |                                | 19:45 |
|    |                                |       |
strona B
| 1. | "The Fire" (T. Verlaine)           | 5:56  |
|    |                                    |       |
| 2. | "Ain't That Nothin'" (T. Verlaine) | 4:52  |
|    |                                    |       |
| 3. | "The Dream's Dream" (T. Verlaine)  | 6:44  |
|    |                                    |       |
|    |                                    | 17:32 |
|    |                                    |       |

### wersja CD 2003
utwory bonusowe
| 1. | "Adventure" (T. Verlaine)                           | 5:38  |
|    |                                                     |       |
| 2. | "Ain't That Nothin'" (Single Version) (T. Verlaine) | 3:55  |
|    |                                                     |       |
| 3. | "Glory" (Early Version) (T. Verlaine)               | 3:39  |
|    |                                                     |       |
| 4. | "Ain't That Nothin'" (Instrumental) (T. Verlaine)   | 9:47  |
|    |                                                     |       |
|    |                                                     | 22:59 |
|    |                                                     |       |

## Skład
- Tom Verlaine – śpiew, gitara, instr. klawiszowe
- Richard Lloyd – gitara
- Fred Smith – gitara basowa
- Billy Ficca – perkusja

produkcja
- Craig Bishop – inżynier dźwięku
- Gray Russell – inżynier dźwięku
- Jay Borden – inżynier dźwięku
- John Jansen – inżynier dźwięku
- Joe Brescio – mastering
- John Jansen – producent
- Tom Verlaine – producent